# Горково
Горково (укр. Горкове; до 2025 года — Горьково) — село,
Червонослободский сельский совет,
Роменский район,
Сумская область,
Украина.
Код КОАТУУ — 5923587202. Население по переписи 2001 года составляло 118 человек.

## Географическое положение
Село Горьково находится на одном из истоков реки Хорол.
На расстоянии в 1,5 км расположено село Хорол.
По селу протекает пересыхающий ручей с запрудой.